# هک شبکه برق اوکراین ۲۰۱۵
در ۲۳ دسامبر ۲۰۱۵، شبکه برق اوکراین هک شد، که منجر به قطع برق حدود ۲۳۰۰۰۰ مصرف‌کننده در اوکراین به مدت ۱ تا ۶ ساعت شد. این حمله در جریان مداخله نظامی روسیه در اوکراین (۲۰۱۴–اکنون) رخ داد و به یک گروه تهدید مداوم و پیشرفته روسی معروف به " کرم شنی " نسبت داده می‌شود. این اولین حمله سایبری موفق به شبکه برق است که به‌طور عمومی تأیید شده‌است.

## شرح واقعه
در ۲۳ دسامبر ۲۰۱۵، هکرها از راه دور به سیستم‌های اطلاعاتی سه شرکت توزیع انرژی در اوکراین را دسترسی پیدا کردند و به‌طور موقت برق رسانی به مصرف‌کنندگان را مختل کردند. بیشترین آسیب را مصرف‌کنندگان نیروگاه پریکارپاتیاوبلنرهو متحمل (اوکراینی: Прикарпаттяобленерго که به به استان ایوانو-فرانکیفسک سرویس دهی می‌کرد: ۳۰ پست برق (۷ پست ۱۱۰ کیلوولت و ۲۳ پست ۳۵ کیلوولت) خاموش شدند و حدود ۲۳۰۰۰۰ نفر برای مدت ۱ تا ۶ ساعت بدون برق بودند.
در همان زمان، مصرف‌کنندگان دو شرکت توزیع نیروی دیگر، یعنی چرنیوتسیوبلنرهو (اوکراینی: Чернівціобленерго؛ که به استان چرنیوتسی و کییووبلنرگو (اوکراینی: Київобленерго؛ که به استان کیف خدمات رسانی می‌کردند) نیز تحت تأثیر یک حمله سایبری قرار گرفتند، اما در مقیاس کوچکتر. به گفته نمایندگان یکی از شرکت‌ها، حملات از رایانه‌هایی با آدرس‌های آی پی اختصاص داده شده به فدراسیون روسیه انجام شده‌است.

## آسیب‌پذیری
در سال ۲۰۱۹، مباحثی مطرح می‌شد از جمله این که اوکراین یک مورد خاص بود که شامل زیرساخت‌های فرسوده غیرمعمول، سطح بالایی از فساد، جنگ روسیه و اوکراین در حال انجام و احتمالات استثنایی برای نفوذ روسیه به دلیل پیوندهای تاریخی بین دو کشور است. شبکه برق اوکراین زمانی ساخته شد که بخشی از اتحاد جماهیر شوروی بود، با قطعات روسی ارتقا یافته بود و (تا سال ۲۰۲۲) هنوز تعمیر نشده‌است. مهاجمان روسی به اندازه اپراتورهای نیروگاه‌ها با این نرم‌افزاری فعال در نیروگاه آشنا بودند. علاوه بر این، زمان حمله در طول فصل تعطیلات بود و در نتیجه حضور فقط یک خدمه اصلی از بین اپراتورهای اوکراینی تضمین شده بود (همان‌طور که در فیلم‌های مستند مربوط به واقعه نشان داده شده‌است).

## روش
حمله سایبری پیچیده بود و شامل مراحل زیر بود:
- استفاده از ایمیل‌های فیشینگ با بدافزار انرژی سیاه جهت نفوذ به شبکه‌های شرکتی
- تحت کنترل گرفتن اسکادا، خاموش کردن پست‌ها از راه دور
- غیرفعال کردن و از بین بردن اجزای زیرساخت فناوری اطلاعات (منبع تغذیه بدون وقفه، مودم، RTU، و کموتاتورها)
- از بین بردن فایل‌های ذخیره شده در سرورها و ایستگاه‌های کاری با بدافزار کیل دیسک (به انگلیسی: KillDisk)
- حمله انکار سرویس به مرکز تماس، برای جلوگیری از اطلاعات یافتن به هنگام مشترکان در مورد خاموشی.

نهایتاً نیز برق اضطراری مرکز عملیات شرکت برق قطع شد. در مجموع حدود ۷۳ مگاوات ساعت برق مورد نیاز مشترکان تأمین نشد (یا ۰٫۰۱۵٪ از مصرف برق روزانه در اوکراین).

## مطالعات بیشتر در این زمینه
- رابرت م. لی; مایکل جی آسانت; تیم کانوی (18 March 2016). تحلیل حمله سایبری به شبکه توزیع برق اوکراین. برای کاربرد دفاعی (PDF). E-ISAC.
- نیت بیچ-وستمورلند; جیک استیچینسکی; اسکات استیبل (November 2016). وقتی چراغ‌ها خاموش شدند (PDF). [en:Booz Allen Hamilton].